# Kazachothrips
Kazachothrips – wymarły rodzaj owadów z rzędu wciornastków i rodziny Triassothripidae, obejmujący tylko jeden opisany gatunek, K. triassicus. Żył w triasie na terenie współczesnej Azji Środkowej.

## Taksonomia
Rodzaj i gatunek typowy opisane zostały po raz pierwszy w 2004 roku przez Aleksieja Szmakowa w pracy współautorstwa Davida Grimaldiego i Nicholasa C. Frasera opublikowanej na łamach Journal of Paleontology. Opisu dokonano na podstawie skamieniałości znalezionej w Formacji Tołogoj w miejscowości Kenderłyk nad rzeką Akkölka, w paśmie Sajkan, w Rejonie Zajsan obwodu wschodniokazachstańskiego. Datuje się ją na noryk w późnym triasie. Nazwę rodzajową utworzono z połączenia nazwy kraju „Kazachstan” z afiksem -thrips powszechnie używanym wśród wciornastków. Epitet gatunkowy pochodzi od nazwy epoki.
Rodzaj ten wraz z pokrewnym Triassothrips klasyfikowany jest w rodzinie Triassothripidae. Są to najstarsze znane właściwe wciornastki. Formy starsze, karbońskie i permskie, należą już do innych grup kladu Thripida.

## Morfologia
Wciornastek o ciele długości około 2,5 mm. Cechował się przednim skrzydłem o szerokości wynoszącej 0,23 długości, a więc szerokim jak na przedstawiciela rzędu. Jego użyłkowanie odznaczało się krótką i umieszczoną nasadowo żyłką radialną, długim sektorem radialnym rozgałęzionym nieco za połową odległości między jego nasadą a szczytem drugiej jego gałęzi oraz długą żyłką medialną o przebiegu równoległym do sektora radialnego, rozgałęzioną nieco przed połową odległości od jej nasady do szczytu drugiej jej gałęzi. Cechami wyróżniającymi był ukośny i łukowaty przebieg pierwszej gałęzi sektora radialnego oraz ukośny i łukowato ku przodowi odgięty przebieg drugiej gałęzi żyłki medialnej. Tylne skrzydło nie miało użyłkowania, a w każdym razie nie zachowało się ono na skamieniałości. Obie pary skrzydeł miały zaokrąglone wierzchołki. Szeroki odwłok budowało dziesięć segmentów o wyraźnie poprzecznie pokreślonych tergitach. Pokładełko wystawało poza czubek odwłoka i miało dobrze zaznaczone rozgraniczenie między elementami tergalnymi i sternalnymi.

## Paleoekologia
Z tej samej lokalizacji znane są skamieniałości widelnic z rodzajów Siberioperla i Trianguliperla, prostoskrzydłych z rodzaju Euhagla, świerszczokaraczanów z rodzaju Ideliopsina, karaczanów z rodzaju Samaroblattella, pluskwiaków z rodzaju Woottonia, chrząszczy z rodzajów Colymbotethis, Gnathosyne, Kenderlyka i Necronectulus, wojsiłek z rodzaju Liassochorista oraz muchówek z rodzaju Vladiptera.